# Jan Choromański
Jan Choromański (ur. 22 marca?/3 kwietnia 1894 w Zabielu, zm. 2 listopada 1972 w Ostrołęce) – polski rolnik, polityk i działacz społeczny, radny i wójt Rzekunia, poseł na Sejm III kadencji w II RP z ramienia Stronnictwa Narodowego.

## Życiorys
Był słuchaczem Uniwersytetu Ludowego Rolnego w Ostrołęce.
Przed odzyskaniem niepodległości przebywał w Rosji. W Zabielu założył Koło Młodzieży Polskiej, które wystawiało spektakle o charakterze patriotycznym. W 1922 był założycielem i pierwszym prezesem OSP Zabiele. Działał w organizacjach narodowych na pograniczu woj. warszawskiego i białostockiego. Był wiceprezesem Okręgowego Towarzystwa Rolniczego w Ostrołęce i zastępcą członka Rady Wojewódzkiej naprawy ustroju rolnego. Angażował się w działalność Spółdzielczego Banku Ludowego w Ostrołęce. W wyborach w 1928 bezskutecznie kandydował z listy nr 24 (Związek Ludowo-Narodowy) w okręgu łomżyńskim. W wyborach w 1930 zdobył mandat poselski z listy nr 4 w okręgu wyborczym nr 7 (Łomża). Zasiadł w Klubie Narodowym. Został członkiem Głównej Komisji Ziemskiej reprezentującym małą własność rolną. W 1936 został wybrany radnym gminy Rzekuń. W 1937 był członkiem prezydium Wszechpolskiego Zjazdu Działaczy Wiejskich Stronnictwa Narodowego. W 1939 został skazany na 6 dni aresztu w zawieszeniu na 2 lata za obrazę urzędnika, który miał fałszować wyniki wyborów gminnych.
Jesienią 1944 został wybrany wójtem Rzekunia. W 1944 został aresztowany przez NKWD i osadzony w więzieniu w Białymstoku. Następnie wywieziono go do łagru w Ostaszkowie w obwodzie twerskim, gdzie przebywał do 5 maja 1947. Z Ostaszkowa został przetransportowany do Morszanska w obwodzie tambowskim. Do Polski powrócił 13 listopada 1947. Po II wojnie światowej był radnym Gminnej Rady Narodowej w Rzekuniu.

## Rodzina
Syn Antoniego Choromańskiego, rolnika, i Marianny z Gutowskich. 14 listopada 1923 w kościele w Rzekuniu ożenił się z Marianną Głębocką (1902-1991).